# Artabano IV
Artabano IV (em parta: 𐭓𐭕𐭐𐭍; romaniz.: Ardawān), incorretamente conhecido nos estudos mais antigos como Artabano V, foi o último xainxá do Império Arsácida de ca. 213 a 224. Era o filho mais novo de Vologases V, que morreu em 208.

## Nome
Artabano (Artabanus; Ἁρτάβανος, Artábanos) ou Artabanes (Artabanus; Ἀρταβάνης, Artabanēs) são as formas latina e grega do persa antigo Artabanu (*Arta-bānu), "a glória de Arta". Foi registrado em parta e persa média como Ardavã (em persa médio: 𐭓𐭕𐭐𐭍, Ardawān),, em acadiano como Atarbanus (Atarbanuš), em elamita como Irtabanus (Irtabanuš), em aramaico como Artebenu (‘rtbnw), em lídio como Artabana (Artabãna), em armênio como Artavã (Արտաւան, Artawān) e em persa novo como Ardavã (em persa: اردوان, Ardavan).

## Vida

### Disputa dinástica e guerra contra Roma

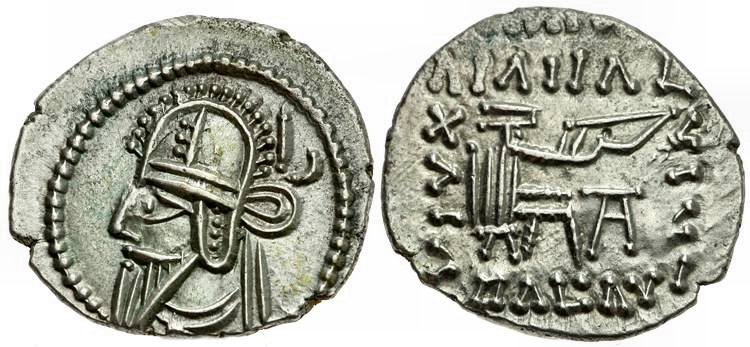
Tetradracma de

Em ca. 208, Vologases VI sucedeu a seu pai Vologases V como xainxá do Império Arsácida. Seu governo permaneceu inquestionável por alguns anos, até que seu irmão Artabano IV se rebelou. A luta dinástica entre os dois provavelmente começou em ca. 213. Artabano conquistou com sucesso grande parte do império, incluindo a Média e Susa. Vologases VI parece ter conseguido apenas manter Selêucia do Tigre, onde cunhou moedas. O imperador romano Caracala (r. 198–217) procurou tirar vantagem do conflito. Tentou encontrar um pretexto para invadir o Império Arsácida, solicitando a Vologases que enviasse dois refugiados - um filósofo chamado Antíoco e um certo Tiridates, que possivelmente era um príncipe armênio ou tio de Vologases. Para surpresa dos romanos, Vologases mandou enviar os dois homens para Caracala em 215, negando-lhe assim o seu pretexto. A escolha de Caracala de contatar Vologases em vez de Artabano mostra que os romanos ainda o viam como o rei dominante.
Caracala optou assim por se preocupar com uma invasão da Armênia. Nomeou um liberto chamado Teócrito como líder da invasão, que acabou em desastre. Caracala então mais uma vez procurou iniciar uma guerra com os partos. Em outra tentativa de obter um pretexto, pediu a Artabano que se casasse com sua filha, o que ele recusou. É contestado se a proposta de Caracala era sincera ou não. A escolha de Caracala de contatar Artabano mostra que este último era agora considerado o rei dominante sobre Vologases, que governaria um pequeno principado centrado em torno de Selêucia até 221/2. Artabano logo entrou em confronto com Caracala, cujas forças conseguiu conter em Nísibis em 217. A paz foi feita entre os dois impérios no ano seguinte, com os arsácidas mantendo a maior parte da Mesopotâmia. No entanto, Artabano ainda teve que lidar com seu irmão Vologases, que continuou a cunhar moedas e a desafiá-lo.

### Guerra com os sassânidas

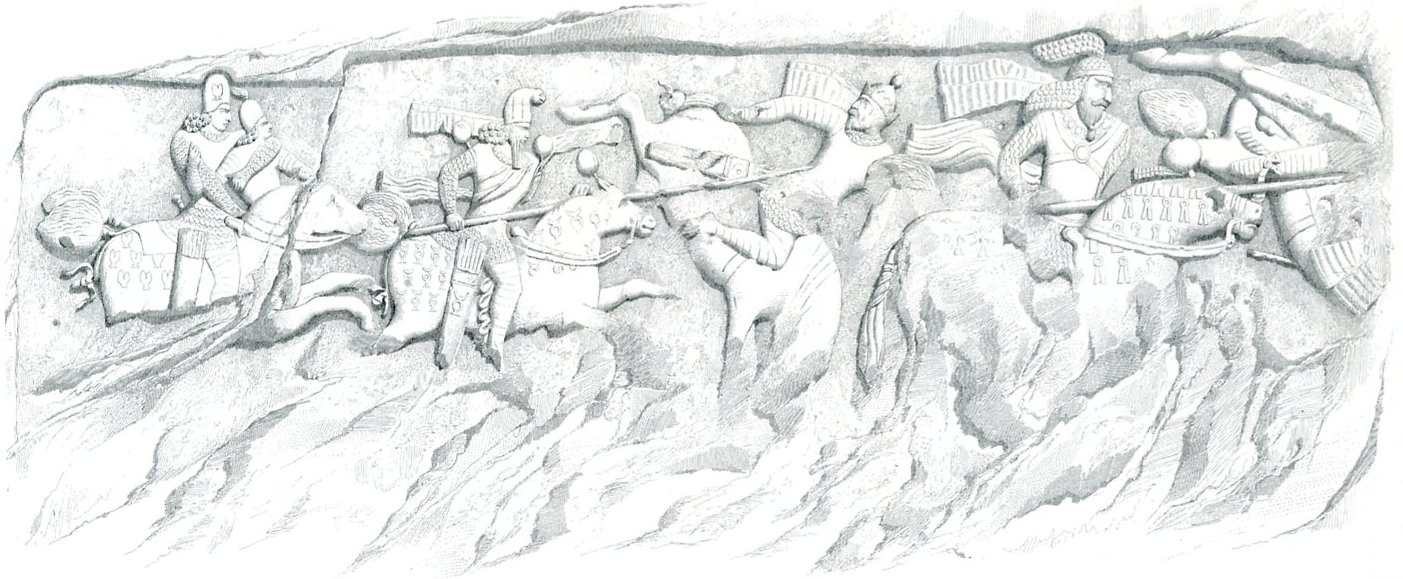
Ilustração de 1840 do relevo sassânida em Firuzabade, mostrando a vitória de sobre Artabano IV

A família sassânida, entretanto, rapidamente ganhou destaque em sua terra natal, Pérsis, e agora, sob o comando do príncipe Artaxer I, começou a conquistar as regiões vizinhas e territórios mais distantes, como a Carmânia. No início, as atividades de Artaxer I não alarmaram Artabano IV, até mais tarde, quando o rei arsácida finalmente decidiu enfrentá-lo. De acordo com Tabari, cujo trabalho provavelmente foi baseado em fontes sassânidas, Artaxer I e Artabano IV concordaram em se encontrar em Hormusgã no final do mês de Mir (abril). Mesmo assim, Artaxer I foi ao local antes do tempo devido para ocupar um lugar vantajoso na planície. Lá, cavou uma vala para defender a si e às suas forças. Também assumiu uma nascente no local. As forças de Artaxer I somavam dez mil cavaleiros, alguns deles usando armaduras flexíveis semelhantes às dos romanos. Artabano IV liderou um maior número de soldados, que, no entanto, estavam menos dispostos, devido ao uso da inconveniente armadura lamelar. O filho e herdeiro de Artaxer I, Sapor, conforme retratado nos relevos rochosos sassânidas, também participou da batalha. A batalha foi travada em 28 de abril de 224, com Artabano IV sendo derrotado e morto, marcando o fim da era arsácida e o início de 427 anos de domínio sassânida.

## Rescaldo

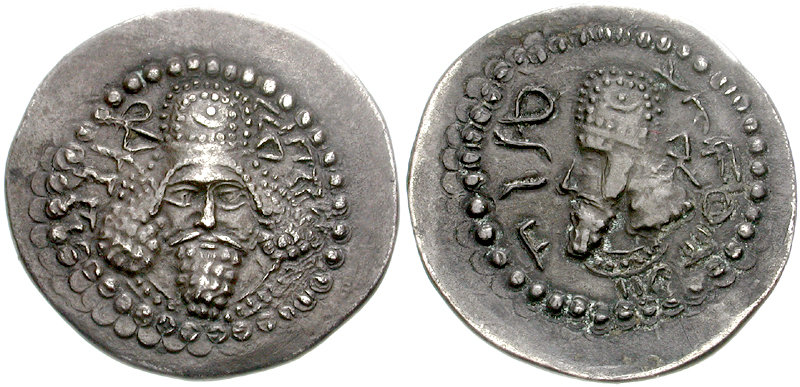
Dracma de e Pabeco como xá de Pérsis

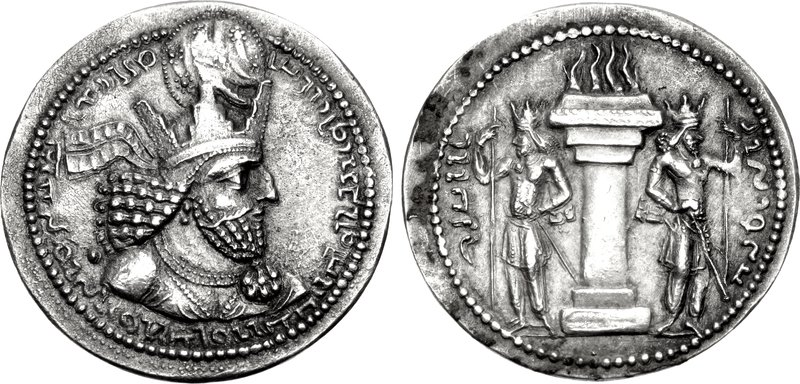
Dracma de r.

O secretário-chefe do falecido rei arsácida, Dade-bemdade, foi posteriormente executado por Artaxer. A partir de então, Artaxer assumiu o título de xainxá (rei dos reis) e iniciou a conquista de uma área que seria chamada de Iranxar (Eranxar). Celebrou sua vitória mandando esculpir dois relevos rochosos na cidade real sassânida de Ardaxir-Cuarrá (atual Firuzabade) em sua terra natal, Pérsis. O primeiro relevo retrata três cenas de lutas pessoais; começando pela esquerda, um aristocrata persa capturando um soldado parta; Sapor empalando o ministro parta Dade-bendade com sua lança; e Artaxer expulsando Artabano IV. O segundo relevo, possivelmente destinado a retratar o rescaldo da batalha, mostra o triunfante Artaxer recebendo o anel diademado de realeza sobre um santuário de fogo do deus supremo zoroastrista Aúra-Masda, enquanto Sapor e dois outros príncipes observam por trás.
Vologases VI foi expulso da Mesopotâmia pelas forças de Artaxer I logo após 228. As principais famílias nobres partas (conhecidas como as sete grandes casas do Irã) continuaram a deter o poder no Irã, agora com os sassânidas como seus novos senhores. O antigo exército sassânida (spah) era idêntico ao parta. A maioria de sua cavalaria era composta pelos mesmos nobres partas que já serviram aos arsácidas. Isto demonstra que os sassânidas construíram o seu império graças ao apoio de outras casas partas, e por isso foram chamados de "o império dos persas e partos". No entanto, as memórias do Império Arsácida nunca desapareceram completamente, com os esforços de tentativa de restauração do império no final do século VI feitos pelos dinastas partas Barã Chobim e Bestã, que acabaram por não ter sucesso.